# 비리외
비리외(프랑스어: Birieux)는 프랑스 동부 오베르뉴론알프 앵주에 있는 코뮌이다. 비리외에 사는 주민들을 가리켜 '비로탕' (Birotans) 혹은 비로탄 (Birotanes)이라고 부른다.

## 인구
| 연도 | 인구 | ±%    |
| ---- | ---- | ----- |
| 2006 | 211  | —     |
| 2007 | 221  | +4.7% |
| 2008 | 230  | +4.1% |
| 2009 | 225  | −2.2% |
| 2010 | 236  | +4.9% |
| 2011 | 251  | +6.4% |
| 2012 | 265  | +5.6% |
| 2013 | 280  | +5.7% |
| 2014 | 285  | +1.8% |
| 2015 | 287  | +0.7% |
| 2016 | 285  | −0.7% |

## 명소
- 비리외 생피에르 교회 - 1875년 완공[2]
- 제1차 세계 대전에서 사망한 사람을 기리기 위한 추모비. 총 열여덟 명의 이름이 새겨져 있으며 제2차 세계 대전에서 사망한 두 명과 1925년 모로코에서 사망한 한 명의 이름도 같이 적혀 있다.[3].

그밖에 코뮌 전체에 연못이 여러 곳에 산재해 있다.

## 같이 보기
- 앵 주의 코뮌 목록